# Josep Maria de Sagarra

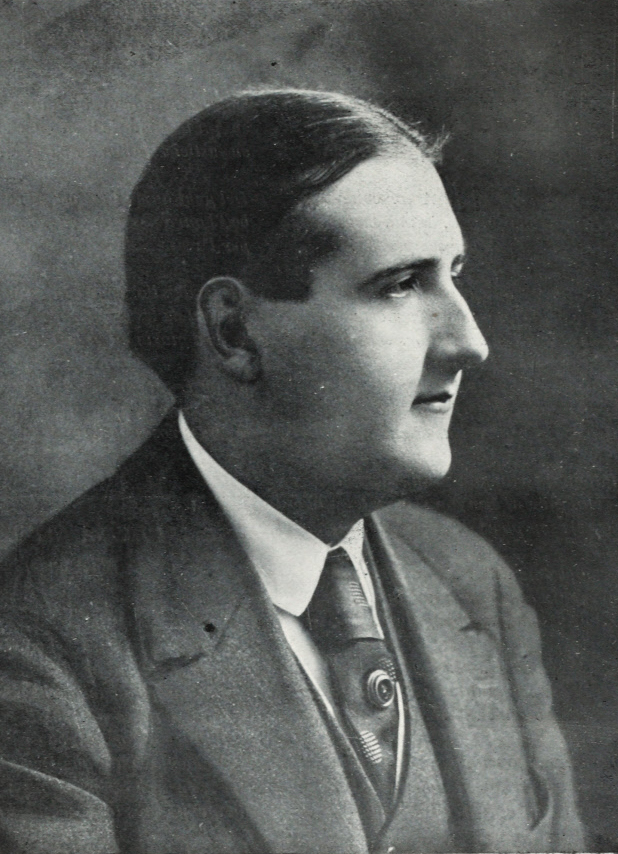
Joseph M.ª de Sagarra y de Castellarnau (1913)

Josep Maria de Sagarra i de Castellarnau (* 5. März 1894 in Barcelona; † 27. September 1961 ebenda) war ein katalanischer Dichter, Romancier, Dramaturg, Journalist, Übersetzer und Schriftsteller und gilt als einer der bekanntesten katalanischen Autoren des 20. Jahrhunderts.

## Leben und Werk
Sagarra entstammt dem Kleinadel Barcelonas; sein Vater war der Historiker und Sphragistiker Ferran de Sagarra i de Siscar (1853–1939), die Familie seiner Mutter Maria dels Dolors Filomena de Castellarnau i de Lleopart hatte Wurzeln in Tarragona.
Nachdem Josep in Reus, im Süden Kataloniens, auf das Gymnasium gegangen war, hat er sein Abitur bei den Jesuiten in der Carrer de Casp in Barcelona gemacht. Bereits mit 15 Jahren hat Sagarra Gedichte in Katalanisch und Spanisch veröffentlicht. 1910 begann er ein Studium der Rechtswissenschaften an der Universität Barcelona. 1913 gewann er im Dichterwettstreit Jocs Florals den ersten Preis, Englantina d'Or, mit seinem Gedicht Joan de l'Ó, das er während einer Reise mit seinem Vater nach Italien begonnen hatte. 1914 veröffentlichte er sein Primer llibre de poems. Nach dem Abschluss seines Jurastudiums (Licenciatura) schlug er zunächst die Diplomatenlaufbahn ein und führte lange Jahre ein dandyhaftes Leben, bis er sich dann endgültig dem Theater, der Lyrik und der Literatur zuwendete.
Die Zeit des Spanischen Bürgerkriegs verbrachte er im Ausland; 1940 kehrte er nach Barcelona zurück.
Bekannt ist Sagarra als Verfasser von mehr als zwei dutzend Theaterstücken und mehreren Gedichtbänden. Er machte sich zudem einen Namen als Journalist und insbesondere als Übersetzer Dantes und Shakespeares.
Mit seinem dritten und preisgekrönten Roman Vida privada (1932, dt. Privatsachen) sorgte er wegen dessen „unmoralischen Inhalts“ für einen Skandal. Dieser Roman führte in den gehobenen Gesellschaftskreisen Barcelonas zu erheblichem Aufsehen, da Sagarra seine Kenntnisse über Moral und Verhalten des katalanischen Adels für diese Veröffentlichung nutzte. Sagarra, selbst Adliger, wurde deswegen auch oft als Nestbeschmutzer bezeichnet. Vida privada wurde trotz allen Widerstandes mit dem Premi Crexells des Jahres 1932 ausgezeichnet.
1960 bekam Sagarra von der Regierung in Madrid das Gran Cruz de Alfonso X el Sabio verliehen. Die dem Katalanismus verpflichteten Intellektuellen Barcelonas, warfen ihm darob Anbiederung an das anti-katalanische Franco-Regime vor.
Viele seiner Werke sind von Musikern wie Guillemina Motta, Lluís Llach, Ramon Muntaner, Ovidi Montllor und Celdoni Fonoll vertont worden.
Sagarra hatte mit seiner Frau Mercè Devesa einen Sohn, den Schriftsteller und Journalisten Joan de Sagarra i Devesa (* 1938).
Josep Maria de Sagarra starb im Jahr 1961 an Krebs. Er fand seine letzte Ruhe im Cementiri de Montjuïc, Barcelona.

## Werke

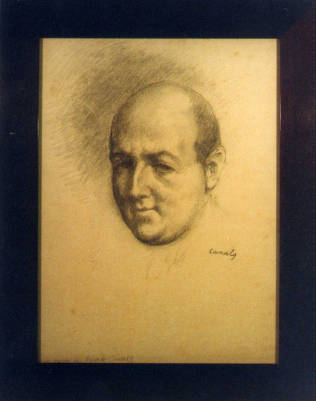
Kohlezeichnung Sagarras von Ricard Canals

### Gedichte
- 1914 Primer llibre de poemes
- 1916 El mal caçador
- 1918 Cançons d'abril i de novembre
- 1922 Cançons de taverna i d'oblit
- 1923 Cançons de rem i de vela
- 1925 Cançons de totes les hores
- 1928 El comte Arnau
- 1931 El poema de Nadal
- 1933 La rosa de cristall
- 1936 Àncores i estrelles
- 1937 Entre l'equador i els tròpics
- 1956 El poema de Montserrat
- 1989 Poemes satírics

### Theaterstücke
- 1918 Rondalla d'esparvers
- 1919 Dijous Sant
- 1921 L'estudiant i la pubilla
- 1921 Cançó de taverna
- 1921 El jardinet de l'amor
- 1922 La careta
- 1923 El foc de les ginesteres, 1923
- 1922 El matrimoni secret
- 1923 Cançó d'una nit d'estiu
- 1923 Les veus de la terra
- 1924 Fidelitat
- 1925 La màscara
- 1925 La follia del desig
- 1926 Marçal Prior
- 1927 Un estudiant de Vic
- 1927 L'assassinat de la senyora Abril
- 1928 La Llúcia i la Ramoneta
- 1928 Les llàgrimes d'Angelina
- 1929 Judit
- 1929 La filla del Carmesí
- 1930 Gardènia
- 1930 El cas del senyor Palau
- 1930 La perla negra
- 1930 La corona d'espines
- 1930 Joan Enric
- 1931 La priora del Roser
- 1931 L'Hostal de la Glòria
- 1931 Les tres Gràcies
- 1932 L'alegria de Cervera
- 1932 Desitjada
- 1933 L'estrella dels miracles
- 1933 El Cafè de la Marina
- 1933 L'Estrella dels miracles
- 1934 La plaça de Sant Joan
- 1935 La Rambla de les floristes
- 1935 Reina
- 1935 Roser florit
- 1936 La cançó de la filla del marxant
- 1946 El prestigi dels morts
- 1947 La fortuna de Sílvia
- 1948 Galatea
- 1948 Ocells i llops
- 1949 L'hereu i la forastera
- 1950 Els comediants
- 1950 Les vinyes del Priorat
- 1952 L'alcova vermella
- 1952 L'amor viu a dispesa
- 1954 La ferida lluminosa
- 1955 La paraula de foc
- 1958 El pobre d'esperit i els altres
- 1959 Soparem a casa
- El senyor Perramon
- El fiscal Requesens
- El senyor Pupurull

### Romane
- 1919 Paulina Buxareu
- 1928 All i salobre,

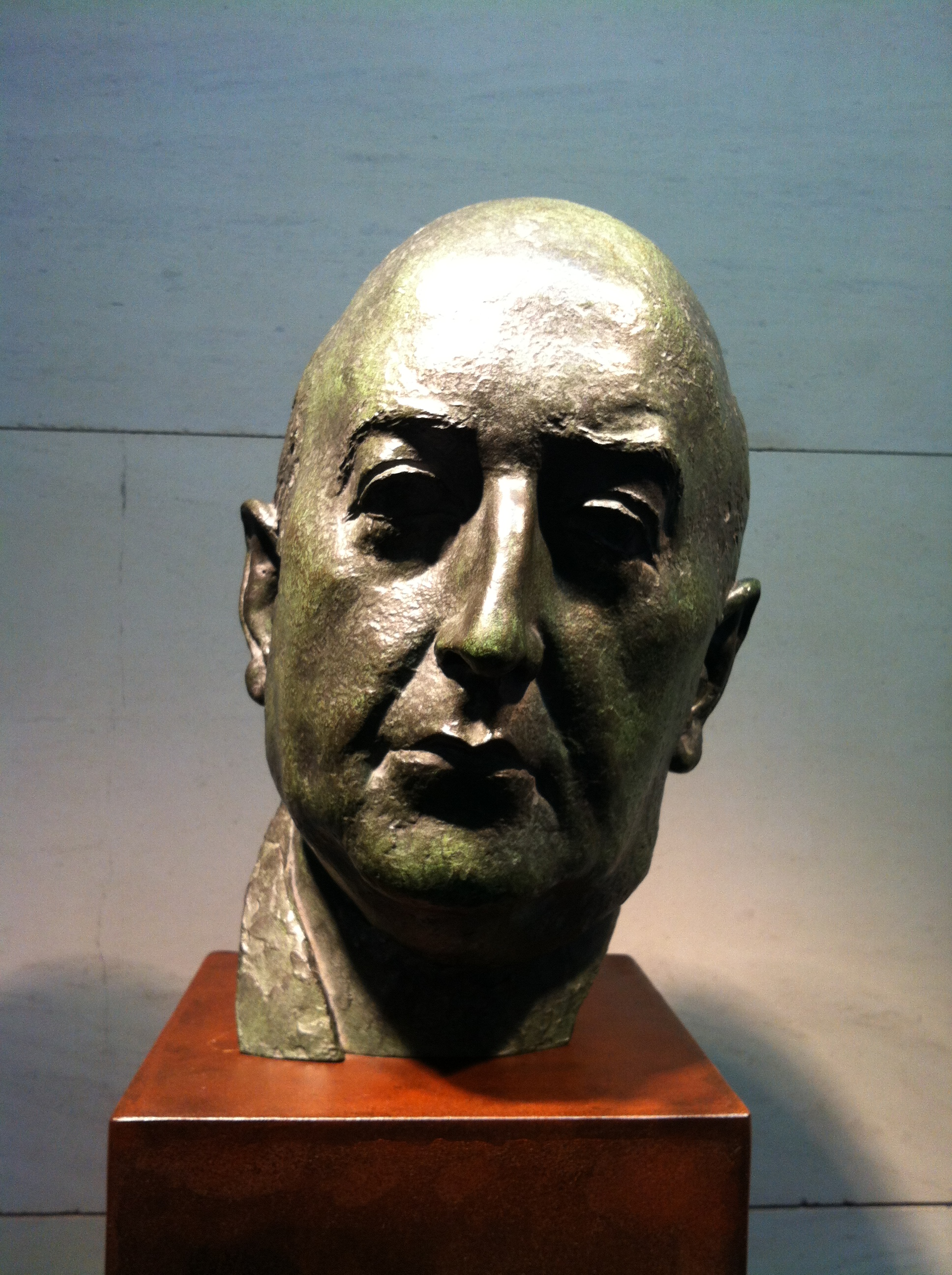
Büste Sagarras im Institut del Teatre

- 1932 Vida privada, in deutscher Sprache: Privatsachen, Roman, übersetzt aus dem Katalanischen von Felice Balletta und Sven Limbeck, Elfenbein Verlag, Berlin 2009, ISBN 978-3-932245-86-2

### Zeitschriftenartikel
- 1929 Cafè, copa i puro
- 1946 L'aperitiu
- 1959 Cola de gallo

### Andere Werke
- 1922 Els ocells amics
- 1924 Elogi dels ocells
- 1924 David i Jonathàs
- 1924 El cas del doctor Hipòlit
- 1924 Maria Pia
- 1942 La ruta blava; in Spanisch; 1964 in Katalanisch
- 1954 Memòries
- 1960 La bruixa dels panellets

### Übersetzungen
- 1952 Die Göttliche Komödie; Dante
- 1960 Der Geizige; Molière
- 1961 Die Heirat; Nikolai Gogol
- fast alle Werke William Shakespeares

## Werke in deutscher Übersetzung
- Josep Maria de Sagarra: Privatsachen Roman. Aus dem Katalanischen von Felice Balletta und Sven Limbeck. Elfenbein Verlag, 2009, ISBN 978-3-932245-86-2.